# Готтшед, Иоганн Кристоф
Иога́нн Кри́стоф Го́тшед (Го́ттшед, нем. Johann Christoph Gottsched, 2 февраля 1700 — 12 декабря 1766) — немецкий писатель и деятель культуры, критик, историк литературы и театра, теоретик раннего Просвещения, теоретик немецкого языка и литературы, наиболее авторитетный защитник языковой унификации во второй половине XVIII в. Как писатель Готтшед занимает выдающееся место в истории развития немецкой литературы.
Фамилия Готшеда не имеет устоявшегося написания по-русски. Написание «Готтшед» используется гораздо реже, чем написание «Готшед».

## Биография
Готшед родился в селении Юдиттен (Juditten) под Кёнигсбергом (королевство Пруссия) (теперь — Центральный район города Калининграда, Россия) в семье проповедника. В 14 лет он поступил в Кёнигсбергский университет, чтобы изучать теологию, однако увлекшись трудами Лейбница и Вольфа, посвятил себя в первую очередь изучению философии. В январе 1724 он бежал из Кёнигсберга в Лейпциг из страха быть завербованным в прусскую армию (шансы оказаться завербованным были очень велики — из-за его высокого роста и крепкого телосложения).
В Лейпцигском университете он познакомился с Иоганном Буркхардтом Менке; при этом известный полимат Менке избрал его в качестве домашнего учителя для своего сына. Не получив возможности стать сотрудником научного журнала Acta eruditorum, он в том же году прошёл процедуру хабилитации, тем самым приобретя разрешение читать публичные лекции. По протекции Менке Готтшед стал членом престижного нем. Teutschübende Poetische Gesellschaft (Немецкого поэтического общества), в 1727 году уже по инициативе самого Готшеда перенёсшего свою деятельность из Гёрлица в Лейпциг, ставшего одним из центров по реформированию немецкого языка.
В 1730 он был назначен экстраординарным профессором поэзии на философском факультете, а в 1734 — профессором логики и метафизики на том же факультете. Своим преподаванием и литературно-журналистской деятельностью Готшед содействовал развитию немецкой литературы, театра и риторики.

### Семья
Иоганн Кристоф Готтшед состоял в браке с Луизой Готтшед, которая принимала участие в его литературной деятельности.

## Журналистская деятельность
Готшед издавал журналы: «Die vernünftigen Tedlerinnen» (Разумные хулительницы, 1725—1726, 2 тт.), «Der Biedermann» (Честный человек, 1727) — по образцу английских моралистических (нравоучительных) еженедельников, затем «Beiträge zur kritischen Historie der deutschen Sprache, Poesie und Beredsamkeit» (Статьи к критической истории немецкого языка, поэзии и красноречия, 1732), «Neuer Büchersaal der schönen Wissenschaften und freien Künste» (Новая библиотека наук об изящном и свободных искусств, 1745—1754), «Das Neueste aus der anmutigen Gelehrsamkeit» (Новое из области приятной учёности, 1751—1762) — по вопросам эстетики и истории литературы.

## Литературная деятельность
Готшед — один из создателей немецкого просветительского классицизма.
Художественное мировоззрение Готшеда носило узко рационалистический характер: в поэзии и литературе наибольшее значение он придавал поучительности. Он боролся с традициями барокко, особое внимание уделяя реформе немецкой драмы, которую преобразовывал по французским классическим образцам. Готшед был врагом всего вычурного, чрезмерно пышного, орнаментального. Он высказывался за ясность, простоту, «правдоподобность». Он изгнал из немецкой литературы так называемые «Haupt und Staat-Aktionen», излюбленную драматическую форму барокко, форму, перегруженную чисто зрелищными элементами.
В истории немецкой литературы сыграла большую роль известная дискуссия между Готшедом и цюрихскими критиками Бодмером и Брейтингером по вопросам теории и направлений в искусстве. Последние выступили в защиту творческой фантазии, оправдывали введение элементов чудесного в художественные произведения (Мильтон). В дискуссии Готшед потерпел поражение, которое было закреплено критикой Лессинга, позднее нападками деятелей периода «бури и натиска» на узкорационалистическую отвлеченно-безжизненную поэтику Готшеда. Впрочем Лессинг, являвшийся крупнейшим немецким просветителем, во многом был близок Готшеду, и только молодой Гёте, Гердер и другие «штюрмеры» окончательно подорвали его влияние в немецкой литературе. Отчасти такое отношение к Готшеду вызывала и его общественная позиция, которая квалифицировалась критиками следующих поколений как «раболепие перед власть имущими».
Как драматург Готшед сотрудничал с театральной труппой Фредерики Каролины Нойбер.

## Произведения

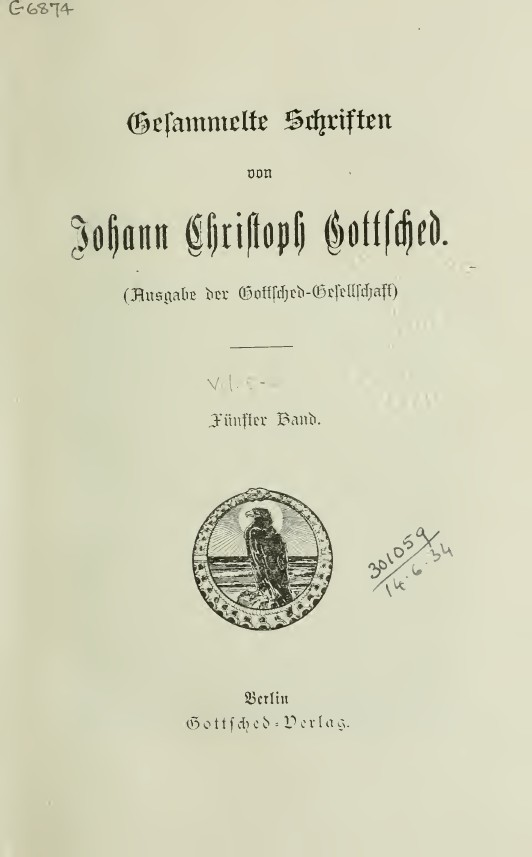
Gedichte

- Готшедова немецкая грамматика, вновь исправленная, 2-е изд., СПб., 1769 (3-е изд., СПб., 1791).
- Ausführliche Redekunst, 1728.
- Grundlegung einer deutschen Sprachkunst, 1748.
- Versuch einer kritischen Dichtkunst für die Deutschen, 1730. («Опыт критической поэтики для немцев».)
- Deutsche Schaubühne, nach den Regeln der alten Griechen und Römer, 1740—1745. — «Немецкий театр, согласно правилам Древней Греции и Рима». 6 тт. Содержал образцы оригинальных драматических произведений самого Готшеда, его жены, Шлегеля и других и переводы драматических произведений Расина, Корнеля, Мольера, Хольберга и других, выполненные Готшедом и его женой. Этот сборник сыграл большую роль в формировании немецкого литературного языка и пропаганде просветительских идей.
- «Der Sterbende Cato», 1732 (драма, пользовалась большим успехом).
- Gesammelte Schriften. Hrsg. von Eugen Reichel, Berlin, 1901.

Свет ты мой единственный = Du mein einzig Licht… : Стихи Кенигсбергских поэтов. — 2-е доп. и перераб. изд. — Калининград: Кн. изд-во, 1996. — 391 с. — ISBN 5-85500-440-6. — (Среди авторов И. К. Готшед.)

## Награды
В Кенигсберге рядом с Юдиттен-кирхой, где крестился Готшед, до сих пор стоит здание Школы имени Готшеда нем. Gottschedschule (сейчас — также школа), улица сержанта Мишина раньше назвалась нем. Gottschedstrasse.